# Ga Vật Cách
Ga Vật Cách là một nhà ga xe lửa tại phường Nam Sơn quận An Dương thành phố Hải Phòng. Nhà ga là một điểm của đường sắt Hà Nội - Hải Phòng và nối với ga Dụ Nghĩa với ga Thượng Lý.